# Paniwaniwka
Paniwaniwka (ukr. Паніванівка) – wieś na Ukrainie, w obwodzie połtawskim, w rejonie krzemieńczucki. W 2001 liczyła 887 mieszkańców, spośród których 871 wskazało jako ojczysty język ukraiński, 15 rosyjski, 1 mołdawski, 1 węgierski, 1 rumuński, a 3 białoruski.